# 1930年10月21日日食
1930年10月21日日食是一次日全食，發生於1930年10月21日（東半球為10月22日）。新月當天（即朔日），地球上觀測到月球和太阳的角距離極小，此時月球如果恰好在月球交點附近，穿過太阳和地球之間，與地球、太阳接近一直線，則會出現日食。月球本影接觸地表而使該區域完全得不到陽光，就會形成日全食，同時在本影兩側數千公里的半影範圍內遮擋部分陽光，形成日偏食。此次日全食經過了東加、智利、阿根廷，日偏食則覆蓋了大洋洲的大部分及周邊部分地區。

## 日食概況

### 出現區域
太平洋西部、埃拉托環礁以南約340公里的洋面在10月22日日出時最先看到日全食，隨後月球本影向東南移動，覆蓋了隸屬英国保護國東加的紐阿福歐島，跨過國際日期變更線後在库克群岛曼加伊亞島西南約1000公里的洋面達到最大食分。此後本影繼續向東南移動，逐漸轉為向東，在日落前夕從南巴塔哥尼亞冰原登上南美洲，在10月21日日落時結束於阿根廷南端的聖克魯斯省西部均智利邊境不足15公里處。
此次全食帶覆蓋範圍內絕大部分都是海洋。除部分島嶼外，本次全食帶內的陸地僅有本影即將離開地表時在南美洲劃過的約180公里。本影經過的陸地依次包括：
- ：紐阿福歐島。
- 智利：麥哲倫-智利南極大區極西北角和伊瓦涅斯將軍艾森大區南部；
- 阿根廷：聖克魯斯省西部邊境的極短距離。[3][4]

除了狹窄的全食帶內能看見日全食之外，月球半影覆蓋範圍內都能看到日偏食，包括大洋洲除澳大利亚西部和夏威夷群島外的大部、智利中南部、阿根廷中南部、福克兰群岛東南部，及南极洲靠近太平洋的約一半。其中國際日期變更線以東的部分在10月21日看到日食，以西的部分在10月22日看到日食。

### 基本參數
- 類型：日全食
- 食甚中心處（位於库克群岛曼加伊亞島西南約1000公里的南太平洋）資料：
  - 時間：1930年10月21日21:43:29.4
  - 地點：30°33.0′S 161°7.1′W / 30.5500°S 161.1183°W
  - 食分：1.0230（全食帶內最大）
  - 日全食持續時間：1分55.3秒

## 相關的日食

### 1928-1931年的日食
月球交替位於相對的月球交點時，以半個交點年（食年），即約177天又4小時間隔出現下列日食。
註：1928年6月17日的日偏食屬於上一組交點年系列。1931年9月12日的日偏食屬於下一組交點年系列。
| 升交點   | 升交點                   |          | 降交點                    | 降交點 |
| 沙羅周期 | 地圖                     | 沙羅周期 | 地圖                      |        |
| 117      | 1928年5月19日 全食       | 122      | 1928年11月12日 偏食（北） |        |
| 127      | 1929年5月9日 全食        | 132      | 1929年11月1日 環食        |        |
| 137      | 1930年4月28日 全環食     | 142      | 1930年10月21日 全食       |        |
| 147      | 1931年4月18日 偏食（北） | 152      | 1931年10月11日 偏食（南） |        |

### 沙羅周期
沙羅周期長度為18年11天。本次日食屬於沙羅周期142，共包含72次日食，依次為1624年4月17日至1750年7月3日的8次日偏食、1768年7月14日的1次全環食（亦稱混合食）、1786年7月25日至2543年10月29日的43次日全食、2561年11月8日至2904年6月5日的20次日偏食，總共歷時1280.14年。其中最長的全食發生於2291年5月28日，共持續了6分34秒。
下表列舉了1901年至2100年間發生的屬於該周期的日食，是第17至27次：
| 17             | 18             | 19            |
| -------------- | -------------- | ------------- |
| 1912年10月10日 | 1930年10月21日 | 1948年11月1日 |
| 20             | 21             | 22            |
| 1966年11月12日 | 1984年11月22日 | 2002年12月4日 |
| 23             | 24             | 25            |
| 2020年12月14日 | 2038年12月26日 | 2057年1月5日  |
| 26             | 27             |               |
| 2075年1月16日  | 2093年1月27日  |               |

## 資料來源
1. ↑  樊忠玉. . 中国天文科普网.   [2016-03-30]. （原始内容存档于2014-09-17）.
2. 1 2  Fred Espenak. . NASA Eclipse Web Site.   [2016-03-30]. （原始内容存档于2020-10-21）.（英文）
3. ↑  Fred Espenak. . NASA Eclipse Web Site.   [2016-03-30]. （原始内容存档于2020-10-25）.（英文）
4. ↑  Xavier M. Jubier. .   [2016-03-30]. （原始内容存档于2017-04-06）.（法文）（英文）
5. ↑  Fred Espenak. . NASA Eclipse Web Site.   [2016-03-30]. （原始内容存档于2017-12-28）.（英文）
6. ↑  Fred Espenak. . NASA Eclipse Web Site.（英文）

## 外部連結
- NASA日食專頁（页面存档备份，存于）（英文）
- 可見區域圖和時間統計：由弗雷德·埃斯佩纳克做出的日食預報，NASA/GSFC
  - Google互動地圖呈現的日食範圍
  - 貝塞爾元素
- Google地圖顯示的日全食和日偏食範圍（页面存档备份，存于）（法文）（英文）

| \| \| 日食 \|                             |                               |                                           |
| 上一次日食： 1930年4月28日日食 （全環食） | 1930年10月21日日食 （日全食） | 下一次日食： 1931年4月18日日食 （日偏食） |
| 上一次日全食： 1929年5月9日日食           | 1930年10月21日日食 （日全食） | 下一次日全食： 1932年8月31日日食          |
|                                           | 日食                          |                                           |